# Daniel Sparre
Daniel Sparre (* 16. Oktober 1984 in Brampton, Ontario) ist ein ehemaliger deutsch-kanadischer Eishockeyspieler, der im Verlauf seiner aktiven Karriere zwischen 2002 und 2019 unter anderem 527 Spiele für die Iserlohn Roosters, Kölner Haie, Straubing Tigers, den EHC Red Bull München, die Adler Mannheim und Grizzlys Wolfsburg in der Deutschen Eishockey Liga (DEL) auf der Position des linken Flügelstürmers bestritten hat.

## Karriere
Daniel Sparre begann seine Karriere 2001 in der Ontario Provincial Junior Hockey League (OPJHL) bei den Streetsville Derbys. Im folgenden Jahr wechselte er zu den Tigres de Victoriaville in die Ligue de hockey junior majeur du Québec (LHJMQ). Nach eineinhalb Spielzeiten schloss sich der Kanadier mit deutschen Vorfahren dem Ligakonkurrenten Halifax Mooseheads an, bei dem er bis 2005 spielte. Im Finale um den Coupe du Président im Frühjahr 2005 verlor Sparre mit seinem Team gegen die von Sidney Crosby angeführten Océanic de Rimouski. Trotz seiner erfolgreichen Juniorenzeit wurde der Angreifer nicht NHL Entry Draft berücksichtigt, was vor allem auf Defizite im Körperspiel zurückgeführt wurde. Dies bestätigte auch eine ligaweite Umfrage, in der Sparre zu den talentiertesten Spieler zählte, die von keinem Franchise der National Hockey League (NHL) ausgewählt wurden.

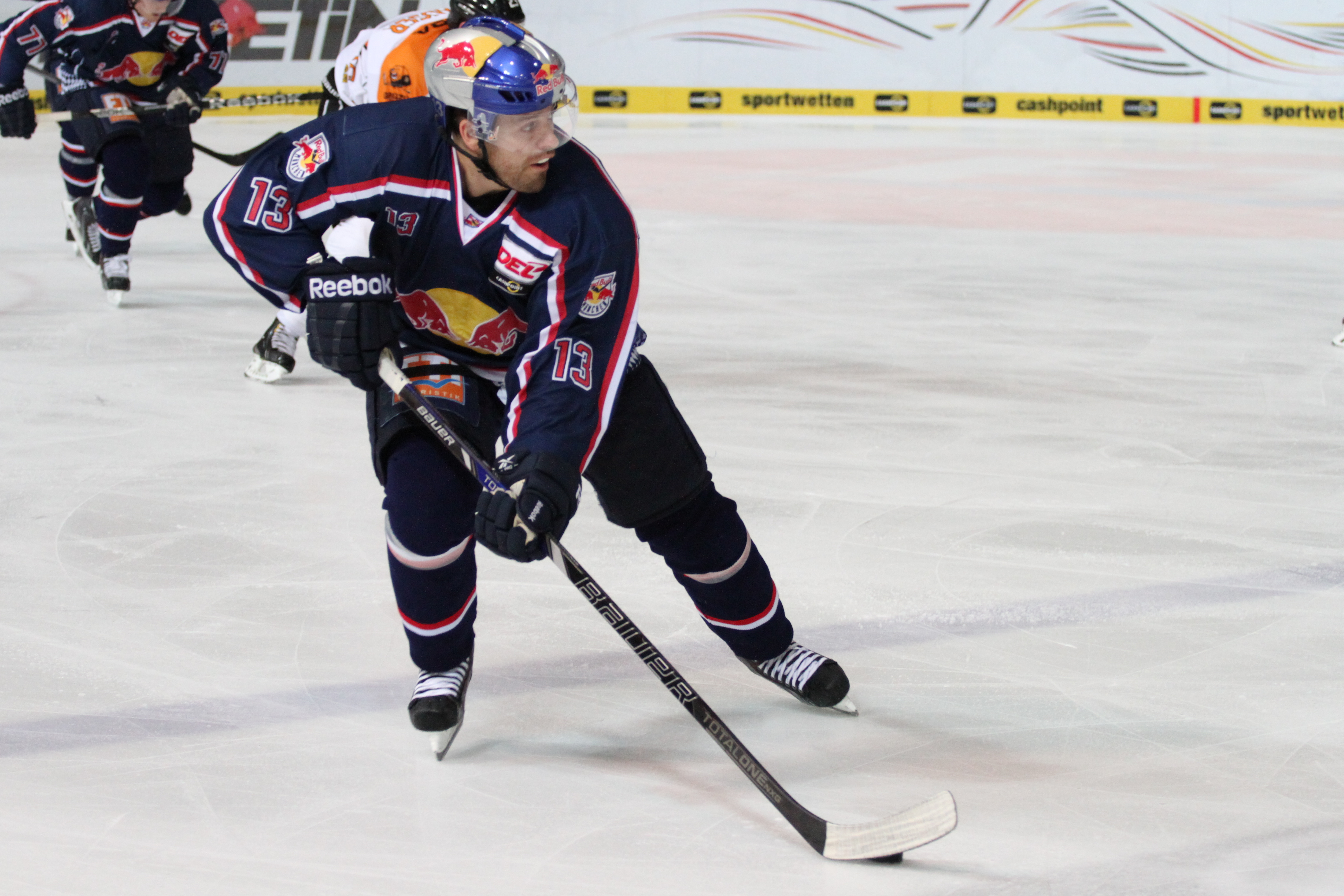
Sparre im Trikot des EHC Red Bull München

Sein Profidebüt gab der Rechtsschütze schließlich in der Saison 2005/06 für das Hartford Wolf Pack in der American Hockey League (AHL). Außerdem bestritt er einen Teil der Saison für die Charlotte Checkers in der ECHL. Von 2006 bis 2007 war Sparre für die Texas Wildcatters aktiv. Im folgenden Jahr ging er für Columbia Inferno aus der ECHL aufs Eis. Zusätzlich bestritt der Angriffsspieler einige Partien für die Springfield Falcons und Albany River Rats in der AHL.
Zur Saison 2008/09 wechselte der Kanadier nach Europa in die italienische Serie A. Mit der SG Pontebba erreichte er allerdings nur den letzten Platz. Zur Saison 2009/10 unterschrieb Sparre einen Vertrag bei den Iserlohn Roosters aus der Deutschen Eishockey Liga (DEL). Da der Stürmer seit 2009 die deutsche Staatsbürgerschaft besaß, fiel er bei den Sauerländern nicht unter das Ausländerkontingent. An der Seite seines Bruders Kris und Mads Christensen spielte er zu Beginn der Saison in der dritten Reihe. Anfang November bekam Sparre mit Jeff Giuliano und Brian Swanson zwei neue Stürmer an seine Seite, um seiner Reihe mehr Durchschlagskraft zu geben. Dies gelang, sodass er mit 15 Treffern viertbester Torschütze der Roosters wurde. Nach dem Saisonende wurde bekannt, dass er bereits einen Vertrag bei einem anderen Verein unterschrieben hatte. Im Juli 2010 wechselte er zu den Kölner Haien. Nach einer Saison verließ Sparre Köln und schloss sich dem Ligakonkurrenten Straubing Tigers an.
Zur Saison 2013/14 wechselte Daniel Sparre innerhalb der DEL isaraufwärts zum EHC Red Bull München, wo er in seinem ersten Jahr mit 38 Punkten in der Hauptrunde den zweiten Platz der Scorerliste belegte. Im Jahr 2016 wurde er mit den Münchnern Deutscher Meister, wenige Tage später gaben die Adler Mannheim Sparres Verpflichtung bekannt. Er unterzeichnete einen Vertrag bis 2019. Nach der Saison 2017/18 wurde sein Vertrag bei den Adlern aufgelöst. Aufgrund von Verletzungsproblemen verpflichteten im September 2018 die Grizzlys Wolfsburg den Außenstürmer. Mit 40 Punkten wurde Sparre in der Saison 2018/19 der erfolgreichste Scorer der Grizzlys. 
Eine schon vom ERC Ingolstadt für die Spielzeit 2019/20 unterzeichnete Verpflichtung des Spielers wurde im Juli 2019 aus persönlichen Gründen von Sparre wieder aufgelöst und er beendete in der Folge seine aktive Karriere.

## Erfolge und Auszeichnungen
- 2016 Deutscher Meister mit dem EHC Red Bull München

## Karrierestatistik
(Legende zur Spielerstatistik: Sp oder GP = absolvierte Spiele; T oder G = erzielte Tore; V oder A = erzielte Assists; Pkt oder Pts = erzielte Scorerpunkte; SM oder PIM = erhaltene Strafminuten; +/− = Plus/Minus-Bilanz; PP = erzielte Überzahltore; SH = erzielte Unterzahltore; GW = erzielte Siegtore; 1 Play-downs/Relegation; Kursiv: Statistik nicht vollständig)

## Familie
Sein Bruder Kris Sparre war ebenfalls professioneller Eishockeyspieler. Bei den Iserlohn Roosters spielten die beiden in der Saison 2009/10 gemeinsam in einer Mannschaft.